# Джеймс Бонд (орнитолог)
Джеймс Бонд (на английски: James Bond, 4 януари 1900, 14 февруари 1989) е американски орнитолог, куратор на отдел Орнитология в Академията за природни науки във Филаделфия и дългогодишен експерт по птиците в Западните Индии. По време на кариерата си обхожда Амазонка (1925) и посещава над сто карибски острова. Доказва, че птиците в Карибския регион произлизат от Северна, вместо от Южна Америка.
Книгата „Птиците на Западните Индии“, която Бонд публикува през 1936 година, е забелязана от автора Иън Флеминг, самият той страстен почитател на наблюдаването на птици. Флеминг по-късно пише на жената на Бонд, че е заимствал името на съпруга ѝ за своя трилър герой Джеймс Бонд, благодарение на обикновеното и в същото време мъжествено звучене на името му.